# Shorea stenoptera
Shorea stenoptera är en tvåhjärtbladig växtart som beskrevs av William Burck. Shorea stenoptera ingår i släktet Shorea och familjen Dipterocarpaceae. Utöver nominatformen finns också underarten S. s. scabra.